# チェジオマッジョーレ
チェジオマッジョーレ（イタリア語: Cesiomaggiore）は、イタリア共和国ヴェネト州ベッルーノ県にある、人口約3,900人の基礎自治体（コムーネ）。

## 地理

### 位置・広がり

#### 隣接コムーネ
隣接するコムーネは以下の通り。括弧内のTNはトレント自治県（トレンティーノ＝アルト・アディジェ州）所属を示す。
- ボルゴ・ヴァルベッルーナ
- フェルトレ
- ゴザルド
- メッツァーノ (TN)
- プリミエーロ・サン・マルティーノ・ディ・カストロッツァ (TN)
- サグロン・ミス (TN)
- サン・グレゴーリオ・ネッレ・アルピ
- サンタ・ジュスティーナ
- ソスピローロ

### 気候分類・地震分類
気候分類では、zona F, 3341 GGに分類される。
また、イタリアの地震リスク階級 (it) では、zona 2 (sismicità media) に分類される。

## 行政

### 分離集落
チェジオマッジョーレには、以下の分離集落（フラツィオーネ）がある。
- Col San Vito, Busche, Can, Calliol, Cesio Minore, Cullogne, Fianema, Marsiai, Menin, Morzanch, Pez, Pullir, Soranzen